# قائمة قادة الجيش العباسي في العصر الأول

شِعار الجيشُ العبَّاسي

قائمة قادة الجَيشُ العبَّاسي في العصر الأول، هي قائمة تتضمن أسماء القادة العسكريين من الذين خدموا الخِلافة العبَّاسية في عصرها الذهبيُّ الأول، وذلك منذ قيامها سنة 132 هـ / 750 م على يد السَّفاح، حتى تأثير الأتراك الفعلي على السُّلطة بعد انتخابهم المُتوكِّل ودخول البِلاد في عصرها الثاني عام 232 هـ / 847 م.
تُظهر القائمة اسم القائد العسكريُّ والذي قام بمُهمات صغيرة أو حملات كبيرة بأوامرٍ من الخليفة أو القائد البارز المسؤول عنه. كما يُظهر أصلهِ العِرقي أو انتمائه الإقليمي لكونها كانت دلالة مُهمَّة في تاريخ الخِلافة العبَّاسيَّة، وتاريخ وفاة القائد، وأية مُلاحظات بارزة على القائد المقصود. قد يكون الترتيب أحيانًا حسب ظُهور اسم القائد في المصادر التاريخيَّة، كما أنهُ قد يختفي أسماء بعض القادة بسبب أنهم أصبحوا وُلاة يهتمون في الإدارة وينوبون عنهم من يُقاتل، أو لم يعُد الخلفاء يعتمدون عليهم في قيادة الحملات العسكريَّة، أو لكونهم توفوا.

## عهد أبُو العبَّاس السَّفاح
| #  | القائد                 | الأصل             | تاريخ الوفاة | ملاحظات                                    |
| -- | ---------------------- | ----------------- | ------------ | ------------------------------------------ |
| 1  | أبُو مُسلِم الخُراساني     | فارسي             | 754          | سيطر على كامل خُراسان أثناء الثَّورة العبَّاسيَّة |
| 2  | قَحطُبة بن شبيب الطَّائي   | عربي              | 749          | قُتل في المعارك ضد معن بن زائدة             |
| 3  | حميد بن قحطُبة الطَّائي   | عربي              | 776          | ساهم في توطيد الحُكم العبَّاسي                |
| 4  | الحسن بن قحطُبة الطَّائي  | عربي              | 797          | ساهم في توطيد الحُكم العبَّاسي                |
| 5  | عبد الله بن عَلِيُّ        | من الأسرة الحاكمة | 764          | تمكَّن من ضم الشَّام ومِصْر إلى الخِلافة          |
| 6  | عبدُ الله بن مُحَمد       | من الأسرة الحاكمة | 775          | ضمَّ ديار رُبيعة إلى الخِلافة                  |
| 7  | خازم بن خُزَيمة التَّمِيمي  | عربي              | 770          | حارب الخوارج وضمّ عُمان                      |
| 8  | عبد الملك بن يزيد      | فارسي             | 784          |                                            |
| 9  | مُحَمد بن الأشعث الخُزاعي | عربي              | 767          | فتح إفريقية وضمَّها للخلافة                  |
| 10 | داوُد بن عَلِيُّ            | من الأسرة الحاكمة | 750          | تُوفي من عِلَّة                                |
| 11 | مُوسى بن كعب التَّمِيمي    | عربي              | 758          | حارب منصور بن جمهور واستعاد السَّند          |

## عهد أبُو جعفر المنصُور
| #  | القائد                 | الأصل             | تاريخ الوفاة | ملاحظات                                                                             |
| -- | ---------------------- | ----------------- | ------------ | ----------------------------------------------------------------------------------- |
| 1  | أبُو مُسلِم الخُراساني     | فارسي             | 754          | قُتل بأوامر الخليفة لطُموحه واستعلائه على الخليفة بعد أن قضى على تمرُّد عبد الله بن علي |
| 2  | جَمهُور بن مرَّار العِجلي   | عربي              | 755          | تمرَّد على الخليفة بعد أن قضى على سُنباذ المَجُوسي ثم قُتل بحملة خازم التَّميمي عليه        |
| 3  | خازم بن خُزَيمة التَّمِيمي  | عربي              | 770          | قضى على ثورة أُستاذ سيس في خُراسان                                                    |
| 4  | يزيد بن حاتِم المُهلَّبِي   | عربي              | 786          | قاد حملات كبيرة ضد خوارج إفريقية                                                    |
| 5  | العبَّاس بن مُحَمد         | من الأسرة الحاكمة | 802          | قاد غزوات صيفيَّة ضد الرُّوم                                                            |
| 6  | صالح بن عَلِيُّ            | من الأسرة الحاكمة | 786          | قاد غزوات صيفيَّة ضد الرُّوم                                                            |
| 7  | عبد الوهَّاب بن إبراهيم  | من الأسرة الحاكمة | 774          | قاد حملة كبيرة إلى مَلَطية                                                            |
| 8  | الحسن بن قحطُبة الطَّائي  | عربي              | 797          | ساهم في قيادة غزوة صيفيَّة ضد الرُّوم                                                   |
| 9  | مُحَمد المِهْدِي            | من الأسرة الحاكمة | 785          | هزم المُتمرَّد عبد الجبار الأزدي في خُراسان وفتح طبرستان                                |
| 10 | عيسى بن مُوسى           | من الأسرة الحاكمة | 783          | قضى على ثورة مُحَمد النَّفس الزكيَّة واشترك في القضاء على ثورة إبراهيم                    |
| 11 | حميد بن قحطُبة الطَّائي   | عربي              | 776          | شارك في القضاء على ثورة إبراهيم وفتح كابُل                                           |
| 12 | مُحَمد بن الأشعث الخُزاعي | عربي              | 767          | تُوفي في طريقه لغزو الرُّوم                                                            |
| 13 | عبد الملك بن يزيد      | فارسي مولى للأزد  | 784          | ساهم في القضاء على ثورة أُستاذ سيس                                                   |

## عهد مُحَمد المِهْدِي
| #  | القائد                    | الأصل                | تاريخ الوفاة | ملاحظات |
| -- | ------------------------- | -------------------- | ------------ | --- |
| 1  | جبرائيل بن يحيى البجلي    | عربي                 | غير معرُوف    | حارب ثائرُون من المُبيَّضة في بُخارى                                                                                     |
| 2  | العبَّاس بن مُحَمد            | من الأسرة الحاكمة    | 802          | قاد غزوة صيفيَّة ضد الرُّوم حتى بلغ أنقرة                                                                               |
| 3  | يزيد بن مَزيد الشِّيباني     | عربي                 | 801          | قضى على ثورة يُوسف البرم                                                                                             |
| 4  | عبد الملك بن شهاب المِسمَعي | عربي                 | غير معرُوف    | غزا مدينة بارْبَد في بلاد الهند                                                                                       |
| 5  | ثُمامة بن الوليد العَبسي    | عربي                 | غير معرُوف    | قاد غزوات صيفيَّة ضد الرُّوم                                                                                            |
| 6  | الغُمر بن العبَّاس الخَثعُمي   | عربي                 | غير معرُوف    | قام بقيادة حملات بحريَّة في بحر الشَّام                                                                                 |
| 7  | مُعاذ بن مُسلم              | فارسي مولى بني ذُهل   | عقد 780      | قضى على ثورة المُقنَّع الخُراسانِي                                                                                       |
| 8  | عيسى بن مُوسى              | من الأسرة الحاكمة    | 783          | قضى على ثورة عبد السَّلام الخارجيّ                                                                                     |
| 9  | الحسن بن قحطُبة الطَّائي     | عربي                 | 797          | قاد غزوة صيفيَّة ضد الرُّوم                                                                                             |
| 10 | يزيد بن أُسيِّد السَّلمي       | عربي                 | 780          | افتتح ثلاثين حصنًا في آسيا الصُّغرى                                                                                    |
| 11 | هارُون الرَّشيد              | من الأسرة الحاكمة    | 809          | قاد حملتين عبَّاسيتين ضد الرُّوم                                                                                        |
| 12 | مُوسى الهادي               | من الأسرة الحاكمة    | 786          | قاد حملة ضد أصْبَهَبذ طَبَرستان ثُم تمرَّد لاحقًا على أبيه المِهْدِي لأن الأخير أراد خلعه لصالح الرَّشيد وتُوفي المِهْدِي دون مُحاسبته |
| 13 | عَلِيُّ بن سُليمان             | من الأسرة الحاكمة    | 788          | انتقم من نقض الرُّوم للصُّلح وظفر بغنائم                                                                                |
| 14 | مُحَمد بن فرُّوخ الأزديّ       | عربي                 | غير معرُوف    | شارك في قتال خارجيّ في المَوْصِل                                                                                        |
| 15 | هَرْثمة بن أعْيَن             | خُراساني مولى بني ضبَّة | 816          | شارك في قتال خارجيّ في المَوْصِل                                                                                        |

## عهد مُوسى الهادي
| # | القائد                 | الأصل             | تاريخ الوفاة | ملاحظات                          |
| - | ---------------------- | ----------------- | ------------ | -------------------------------- |
| 1 | مُحَمد بن سُليمان         | من الأسرة الحاكمة | 788          | قضى على ثورة الحُسين بن عَلِيّ الفخِّي |
| 2 | معيُوف بن يحيَى الهمداني | عربي              | غير معرُوف    | قاد حملة ضد الرُّوم حتى وصل أُشْنة   |

## عهد هارُون الرَّشيد
| #  | القائد                      | الأصل                | تاريخ الوفاة | ملاحظات                                            |
| -- | --------------------------- | -------------------- | ------------ | -------------------------------------------------- |
| 1  | سُليمان بن عبد الله البُكائي  | عربي                 | غير معرُوف    | قاد غزُو صيفي على الرُّوم                             |
| 2  | العبَّاس بن جعفَر الخُزاعي      | عربي                 | غير معرُوف    | فتح كابُل وسانهار                                   |
| 3  | عبد الرَّحمن بن عبد الملك     | من الأسرة الحاكمة    | غير معرُوف    | قاد غزُو صيفي على الرُّوم                             |
| 4  | داوُد بن يزيد المُهلَّبِي        | عربي                 | 820          |                                                    |
| 5  | الفَضْل البَرمَكِي               | فارسي                | 808          |                                                    |
| 6  | السَّنديُّ بن شاهك              | بنجابي               | 819          |                                                    |
| 7  | هَرْثَمة بن أعْيَن               | خُراساني مولى بني ضبَّة | 816          |                                                    |
| 8  | يزيد بن مزيد الشِّيباني       | عربي                 | 801          |                                                    |
| 9  | مُعاوية بن زفر الهلالي       | عربي                 | غير معرُوف    | قاد غزُو صيفي على الرُّوم                             |
| 10 | عليُّ بن عيسى بن ماهان        | خُراساني              | 812          |                                                    |
| 11 | إبراهيم بن الأغلب التَّميمي   | عربي                 | 812          |                                                    |
| 12 | عبد الملك بن صالح العبَّاسي   | من الأسرة الحاكمة    | 812          |                                                    |
| 13 | خُزَمة بن خازم التَّميمي        | عربي                 | 819          |                                                    |
| 14 | عبد الرَّحمن بن جبلة الأنباري | عربي                 | 810          |                                                    |
| 15 | عبد الله المأمُون            | من الأسرة الحاكمة    | 833          |                                                    |
| 16 | القاسِم بن الرَّشيد            | من الأسرة الحاكمة    | 823          |                                                    |
| 17 | إبراهيم بن جبريل الأدرمي    | عربي                 | غير معرُوف    |                                                    |
| 18 | داوُد بن عيسى العبَّاسي        | من الأسرة الحاكمة    | غير معرُوف    | شارك في فتح هِرَقلة                                  |
| 19 | عبد الله بن مالك الخُزاعي    | عربي                 | غير معرُوف    | حارب الخُرَّميَّة وقتل وسبى منهم                        |
| 20 | شراحيل بن مُعن الشِّيباني      | عربي                 | غير معرُوف    | فتح حُصن الصَّقالبة ودلسة                             |
| 21 | حُميد بن معيُوف الهَمَداني      | عربي                 | غير معرُوف    | تولَّى حراسة بحر الشَّام وغزا قُبرُس                     |
| 22 | مُحَمد بن يَزيد الشِّيباني       | عربي                 | غير معرُوف    | قضى على خارجي في عين النُّورة                        |
| 23 | طُوق بن مالِك التَّغلُبي         | عربي                 | غير معرُوف    | قضى على ثَروان بن سيف الخارجي                       |
| 24 | يحيى بن مُعاذ بن مُسلم        | فارسي مولى بني ذُهل   | عقد 820      |                                                    |
| 25 | يزيد بن مَخْلَد الهُبَيري        | عربي                 | 807          | قُتل في غزوه للرُّوم                                  |
| 26 | عيسى بن جَعْفَر                | من الأسرة الحاكمة    | 808          | تُوفي وهو يُريد اللَّحاق بالرَّشيد لمُحاربة رافع بن اللَّيث |

## عهد مُحَمد الأمين
| #  | القائد                      | الأصل             | تاريخ الوفاة | ملاحظات                                                                                     |
| -- | --------------------------- | ----------------- | ------------ | ------------------------------------------------------------------------------------------- |
| 1  | عَلِيُّ بن عيسى بن ماهان        | خُراساني           | 811          | قُتل على يد جيش المأمُون في الرَّي                                                              |
| 2  | عبد الرَّحمن بن جبلة الأنباري | عربي              | 810          | قُتل على يد جيش المأمُون في هَمَذان                                                             |
| 3  | السَّنديُّ بن شاهك              | بنجابي            | 819          | فقد دورُه بعد مقتل الأمين                                                                    |
| 4  | أسد بن يزيد الشَّيباني        | عربي              | غير معرُوف    |                                                                                             |
| 5  | أحمد بن مزيد الشَّيباني       | عربي              | غير معرُوف    |                                                                                             |
| 6  | عبد الله بن حُمَيد الطَّائي     | عربي              | غير معرُوف    | تخلَّى عن الأمين لصالح المأمُون                                                                |
| 7  | عبد الملك بن صالح           | من الأسرة الحاكمة | 812          | فشل في تجهيز جيش ضد المأمُون من أهل الشَّام ثم تُوفي                                            |
| 8  | الحُسين بن ابن ماهان         | خُراساني           | غير معرُوف    | تخلَّى عن الأمين لصالح المأمُون وحاول خلع الأمين ثم حاول الهرب من مواجهة المأمُون وقُتل في بغداد |
| 9  | مُحَمد بن يزيد المُهلَّبي        | عربي              | 811/12       | قُتل على يد جيش المأمُون في الأهواز                                                           |
| 10 | عليُّ بن مُحَمد النَّهيكي         | عربي              | غير معرُوف    | أُسر على يد جيش المأمُون في النَّهروان                                                          |
| 11 | خُزَيمة بن خازم التَّميمي       | عربي              | 819          | تخلَّى عن الأمين لصالح المأمُون                                                                |
| 12 | مُحَمد بن ابن ماهان           | خُراساني           | غير معرُوف    | تخلَّى عن الأمين لصالح المأمُون                                                                |

## عهد عبد الله المأمُون
| #  | القائد                        | الأصل                | تاريخ الوفاة | ملاحظات                                                                            |
| -- | ----------------------------- | -------------------- | ------------ | ---------------------------------------------------------------------------------- |
| 1  | طاهِر بن الحُسَين                | خُراساني مولى خُزاعة   | 822          | قائد الجُيوش ضد الأمين وأنهى العديد من القلاقل وتولى خُراسان                         |
| 2  | هَرْثَمة بن أعْيَن                 | خُراساني مولى بني ضبَّة | 816          | قائد جيش مُخضرم ضد الأمين وأنهى العديد من الثَّورات                                   |
| 3  | أبُو إسحاق بن الرَّشيد           | من الأسرة الحاكمة    | 842          | قاد العديد من الحملات العسكريَّة من أجل أخاهُ الخليفة المأمُون ثم تولَّى الخِلافة من بعده |
| 4  | العبَّاس بن المأمُون             | من الأسرة الحاكمة    | 838          | قاد عددًا من الحملات العسكريَّة لأباهُ الخليفة المأمُون                                 |
| 5  | عبد الله بن طاهِر              | خُراساني مولى خُزاعة   | 844          | قائد مُخضرم وتمكَّن من القضاء على العديد من الثَّورات والقلاقل التي خرجت ضد المأمُون     |
| 6  | مُحَمَّد بن حُمَيد الطُّوسي           | عربي                 | 829          | قاد حملةً كبيرة ضد بابَك الخُرَّمِي وقُتل بها                                             |
| 7  | الحُسَين بن عُمر الرُّستُمي         | فارسي                | غير معرُوف    | شارك في السيطرة على الأهواز من جيش الأمين                                          |
| 8  | الحسن بن علي المأمُوني         | عربي                 | غير معرُوف    | شارك في الحرب ضد الأمين وثورة أبُو السَّرايا                                          |
| 9  | مُحَمد بن طالُوت                 | عربي                 | غير معرُوف    | شارك في الحرب ضد الأمين                                                            |
| 10 | مُحَمد بن العلاء                | عربي                 | غير معرُوف    | شارك في الحرب ضد الأمين                                                            |
| 11 | الحارث بن هِشام                | عربي                 | غير معرُوف    | سيطر على قصر ابن هبيرة أثناء الحرب ضد الأمين                                       |
| 12 | قُريش بن شبل                   | عربي                 | غير معرُوف    | شارك في الحرب ضد الأمين                                                            |
| 13 | العبَّاس بن بُخاراخُذاه           | فارسي                | غير معرُوف    | شارك في الحرب ضد الأمين                                                            |
| 14 | زُهير بن المُسيب التَّميمي        | عربي                 | غير معرُوف    | شارك في حِصار بَغْدَاد ضد الأمين                                                       |
| 15 | عيسى بن يزيد الجلودي          | عربي                 | عقد 830      | شارك في مُحاربة ثورة الحسين الأفطس                                                  |
| 16 | عليُّ بن هِشام بن فَرخَسرُوا        | فارسي                | 832          | تمرَّد على المأمُون وقُتل في نفس السنة                                                 |
| 17 | عبد الله بن خُرداذُبه           | فارسي                | غير معرُوف    | فتح طبرستان وبلاد الدَّيلم                                                           |
| 18 | الحَسَن بن سَهْل السَّرخَسي          | فارسي                | 850          |                                                                                    |
| 19 | يحيى بن معاذ بن مسلم          | فارسي مولى بني ذُهل   | 821/22       |                                                                                    |
| 20 | عبد العزيز بن عُمران           | عربي (مُحتمل)         | غير معرُوف    |                                                                                    |
| 21 | عيسى بن مُحَمد بن أبي خالد      | عربي مولى            | 822          | قُتل أثناء حملته ضد بابَك الخُرَّمي                                                     |
| 22 | داوُد بن ماسجور                | خُراساني (مُحتمل)      | غير معرُوف    | تولَّى مُحاربة الزَّط                                                                   |
| 23 | دينار بن عبد الله             | عربي (مُحتمل)         | غير معرُوف    | تولَّى القضاء على ثورة عبد الرحمن بن أحمد الهاشمي                                    |
| 24 | السَّيد بن أنس الأزدي           | عربي                 | غير معرُوف    | قضى على تمرُّد بنو شيبان                                                             |
| 25 | أحمد بن أبي خالد              | عربي مولى            | 827          | قضى على تمرُّد الحسن بن الحُسين                                                       |
| 26 | عُجَيف بن عَنْبَسة                 | عربي                 | 838          | قضى على ثَورةُ قُم                                                                    |
| 27 | مُحَمد بن يُوسف الطَّائي           | عربي                 | 829          | قُتل مع مُحمَّد الطُّوسي ضد بابَك الخُرَّمي                                                  |
| 28 | السَّعدي بن أصرم                | عربي                 | 829          | قُتل مع مُحمَّد الطُّوسي ضد بابَك الخُرَّمي                                                  |
| 29 | العبَّاس بن عبد الجبَّار اليقطيني | عربي مولى            | 829          | قُتل مع مُحمَّد الطُّوسي ضد بابَك الخُرَّمي                                                  |
| 30 | يحيى بن أكثم التَّميمي          | عربي                 | 857          | شارك كقائد في غزُو المأمُون ضد الرُّوم                                                 |
| 31 | جعفر بن دينار الخيَّاط          | عربي (مُحتمل)         | عقد 860      |                                                                                    |
| 32 | الأفشين حيدر بن كاوس          | فارسي                | 841          | سيطر على عدد من مواقع البشموريين                                                   |
| 3  | إسحاق بن إبراهيم              | خُراساني مولى خُزاعة   | 849          | تولَّى امتحان الفُقهاء في مسألة خلق القُرآن                                            |

## عهد المُعتصم بالله
| #  | القائد                 | الأصل              | تاريخ الوفاة | ملاحظات                                                        |
| -- | ---------------------- | ------------------ | ------------ | -------------------------------------------------------------- |
| 1  | إسحاق بن إبراهيم       | خُراساني مولى خُزاعة | 849          | أنهى نُفوذ بابَك الخُرَّمي في الجِبال                                |
| 2  | عبد الله بن طاهر       | خُراساني مولى خُزاعة | 844          | قضى على عدد من الثَّورات والقلاقل                                |
| 4  | الأفشين حيدر بن كاوس   | فارسي              | 841          | قضى على بابَك الخُرَّمي نهائيًا وغضب منهُ الخليفة لاحقًا فحبسهُ وأعدمه |
| 5  | بُغا الكبير             | تركي               | 862          | ساهم في القضاء على بابَك الخُرَّمي                                 |
| 6  | أشناس التُّركي           | تركي               | 844          |                                                                |
| 7  | إيتاخ الخزري           | تركي               | 849          |                                                                |
| 8  | بشير التُّركي            | تركي               | غير معرُوف    | ساهم في القضاء على بابَك الخُرَّمي                                 |
| 9  | ظُفر بن العلاء السَّعدي   | عربي               | غير معرُوف    | ساهم في القضاء على بابَك الخُرَّمي                                 |
| 10 | جعفر بن دينار الخيَّاط   | عربي (مُحتمل)       | عقد 860      | ساهم في القضاء على بابَك الخُرَّمي                                 |
| 11 | الفَضْل بن كاوس          | فارسي              | غير معرُوف    | ساهم في القضاء على بابَك الخُرَّمي                                 |
| 12 | مُظفَّر بن كيذر           | صغدي               | غير معرُوف    | ساهم في القضاء على بابَك الخُرَّمي                                 |
| 13 | عجيف بن عنبسة          | عربي               | 838          | قضى على ثورة الزَّط وقُتل لاحقًا في مُؤامرة العبَّاس                  |
| 14 | أحمد بن الخليل بن هشام | فارسي              | 838          | قُتل لاحقًا في مُؤامرة العبَّاس                                     |
| 15 | عُمر بن أربخا الفرغاني  | فرغاني             | 838          | قُتل لاحقًا في مُؤامرة العبَّاس                                     |
| 16 | الشَّاه بن سَهْل           | خُراساني            | 838          | قُتل لاحقًا في مُؤامرة العبَّاس                                     |
| 17 | مُحَمد كُوتاه             | فارسي (مُحتمل)      | غير معرُوف    |                                                                |
| 18 | مُحَمد بن إبراهيم        | خُراساني مولى خُزاعة | غير معرُوف    |                                                                |
| 19 | الحَسَن بن قارن الطَّبري   | طبري               | غير معرُوف    |                                                                |
| 20 | أبُو السَّاج ديواد        | صغدي               | 879          |                                                                |
| 21 | الحسن بن الحُسَين        | خُراساني مولى خُزاعة | 846          |                                                                |
| 22 | رجاء بن أيُّوب الحضاري   | عربي (مُحتمل)       | 858          |                                                                |

## عهد الواثق بالله
| # | القائد               | الأصل        | تاريخ الوفاة | ملاحظات                                                                                          |
| - | -------------------- | ------------ | ------------ | ------------------------------------------------------------------------------------------------ |
| 1 | أشناس التُّركي         | تركي         | 844          |                                                                                                  |
| 2 | بُغا الكبير           | تركي         | 862          | قضى على تمرُّدات عربيَّة                                                                             |
| 3 | وصيف التُّركي          | تركي         | 867          | قضى على تمرُّد كردي                                                                                |
| 4 | إيتاخ الخزري         | تركي         | 849          |                                                                                                  |
| 5 | أحمد بن سعيد الباهِلي | عربي         | غير معرُوف    | تبادل الأسرى مع الرُّوم وغزا في حملة شتويَّة ثم عزلهُ الواثق بعد أن مات الكثير جراء هُطول الثَّلج والمطر |
| 6 | جعفر بن دينار الخيَّاط | عربي (مُحتمل) | عقد 860      |                                                                                                  |
| 7 | رجاء بن أيُّوب الحضاري | عربي (مُحتمل) | 858          | قضى على ثورة القيسيَّة                                                                             |

### فهرس المنشورات
1. ↑  ابن الأثير (2005)، ص. 778.
2. ↑  ابن الأثير (2005)، ص. 783.
3. 1 2  ابن الأثير (2005)، ص. 788.
4. 1 2  ابن الأثير (2005)، ص. 878.
5. ↑  ابن الأثير (2005)، ص. 792.
6. ↑  ابن الأثير (2005)، ص. 797.
7. 1 2 3 4 5  ابن الأثير (2005)، ص. 827.
8. ↑  ابن الأثير (2005)، ص. 830.
9. ↑  ابن الأثير (2005)، ص. 833.
10. 1 2  ابن الأثير (2005)، ص. 798.
11. ↑  ابن الاثير (2005)، ص. 801.
12. ↑  ابن الأثير (2005)، ص. 803.
13. ↑  ابن الأثير (2005)، ص. 813.
14. 1 2  ابن الأثير (2005)، ص. 821.
15. ↑  ابن الأثير (2005)، ص. 832.
16. 1 2  ابن الأثير (2005)، ص. 842.
17. ↑  ابن الأثير (2005)، ص. 843.
18. 1 2 3  ابن الأثير (2005)، ص. 844.
19. 1 2  ابن الأثير (2005)، ص. 846.
20. ↑  ابن الأثير (2005)، ص. 845.
21. 1 2 3  ابن الأثير (2005)، ص. 847.
22. ↑  ابن الأثير (2005)، ص. 851.
23. 1 2 3  ابن الأثير (2005)، ص. 852.
24. 1 2  ابن الأثير (2005)، ص. 856.
25. ↑  ابن الأثير (2005)، ص. 860.
26. ↑  ابن الأثير (2005)، ص. 862.
27. ↑  ابن الأثير (2005)، ص. 863.
28. ↑  ابن الأثير (2005)، ص. 870.
29. 1 2 3 4  ابن الأثير (2005)، ص. 883.
30. 1 2  ابن الأثير (2005)، ص. 886.
31. 1 2  ابن الأثير (2005)، ص. 885.
32. ↑  ابن الأثير (2005)، ص. 903.
33. ↑  ابن الأثير (2005)، ص. 899.
34. ↑  ابن الأثير (2005)، ص. 899 - 900.
35. 1 2 3 4 5 6 7  ابن الأثير (2005)، ص. 900.
36. ↑  ابن الأثير (2005)، ص. 901 - 902.
37. ↑  ابن الأثير (2005)، ص. 904.
38. ↑  ابن الأثير (2005)، ص. 905.
39. ↑  القفطي (1975)، ص. 308.
40. ↑  ابن الأثير (2005)، ص. 913.
41. ↑  ابن الأثير (2005)، ص. 901.
42. ↑  ابن الأثير (2005)، ص. 902.
43. ↑  ابن الأثير (2005)، ص. 914.
44. 1 2 3  ابن الأثير (2005)، ص. 932.
45. 1 2  ابن الأثير (2005)، ص. 933.
46. 1 2  طقوش (2011)، ص. 145.
47. ↑  ابن الأثير (2005)، ص. 936.
48. 1 2 3  ابن الأثير (2005)، ص. 940.
49. ↑  ابن الأثير (2005)، ص. 941.
50. ↑  ابن الأثير (2005)، ص. 947.
51. ↑  ابن الأثير (2005)، ص. 954.
52. 1 2 3  ابن الأثير (2005)، ص. 952.
53. ↑  ابن الأثير (2005)، ص. 951.
54. ↑  ابن الأثير (2005)، ص. 961.
55. ↑  ابن الأثير (2005)، ص. 957.
56. 1 2  ابن الأثير (2005)، ص. 976.
57. ↑  ابن الأثير (2005)، ص. 971.

### فهرس الوب
1. ↑  "مختصر تاريخ دمشق - ابن منظور - کتابخانه مدرسه فقاهت". lib.eshia.ir (بالفارسية). مؤرشف من الأصل في 2024-03-03. اطلع عليه بتاريخ 2024-03-03.
2. ↑  "تاريخ مدينة دمشق - ابن عساكر - ج ٥٩ - الصفحة ٤٤٦". shiaonlinelibrary.com. مؤرشف من الأصل في 2024-03-04. اطلع عليه بتاريخ 2024-03-03.
3. ↑  يذكر المُؤرخ ابن حبَّان، أن عليُّ بن عيسى بن ماهان، والذي ينحدر من جُدُّه أبُو جعفر الرَّازي، أن أصلهُ يعود إلى مَرُو في خُراسان. حسبما ذكر في موقع إسلام ويب. نسخة محفوظة 2024-03-03 على موقع واي باك مشين.
4. 1 2 3 4 5  "مستدركات أعيان الشيعة - حسن الأمين - ج ٢ - الصفحة ٣٦٥". shiaonlinelibrary.com. مؤرشف من الأصل في 2024-03-05. اطلع عليه بتاريخ 2024-03-04.
5. 1 2 3  "البرصان و العرجان و العميان و الحولان - عمرو بن بحر الجاحظ - کتابخانه مدرسه فقاهت". lib.eshia.ir (بالفارسية). مؤرشف من الأصل في 2024-03-05. اطلع عليه بتاريخ 2024-03-04.

### معلومات المنشورات كاملة
الكتب مرتبة حسب تاريخ النشر
- جمال الدين القفطي (1975)، المحمدون من الشعراء وأشعارهم، تحقيق: رياض عبد الحميد مراد، دمشق: مجمع اللغة العربية بدمشق، OCLC:4770072887، QID:Q127059080
- ابن الأثير الجزري (2005)، الكامل في التاريخ، مراجعة: أبو صهيب الكرمي، عَمَّان: بيت الأفكار الدولية، OCLC:122745941، QID:Q123225171
- محمد سهيل طقوش (2009). تاريخ الدولة العبَّاسيَّة (ط. 7). بيروت: دار النفائس للطباعة والنشر والتوزيع. ISBN:978-9953-18-045-8. OCLC:915153412. QID:Q107182076.